# داودی خوراکی
داود آبادی خوراکی(نام علمی: Chrysanthemum coronarium) نام یک گونه از سرده گل داودی است.

## نگارخانه

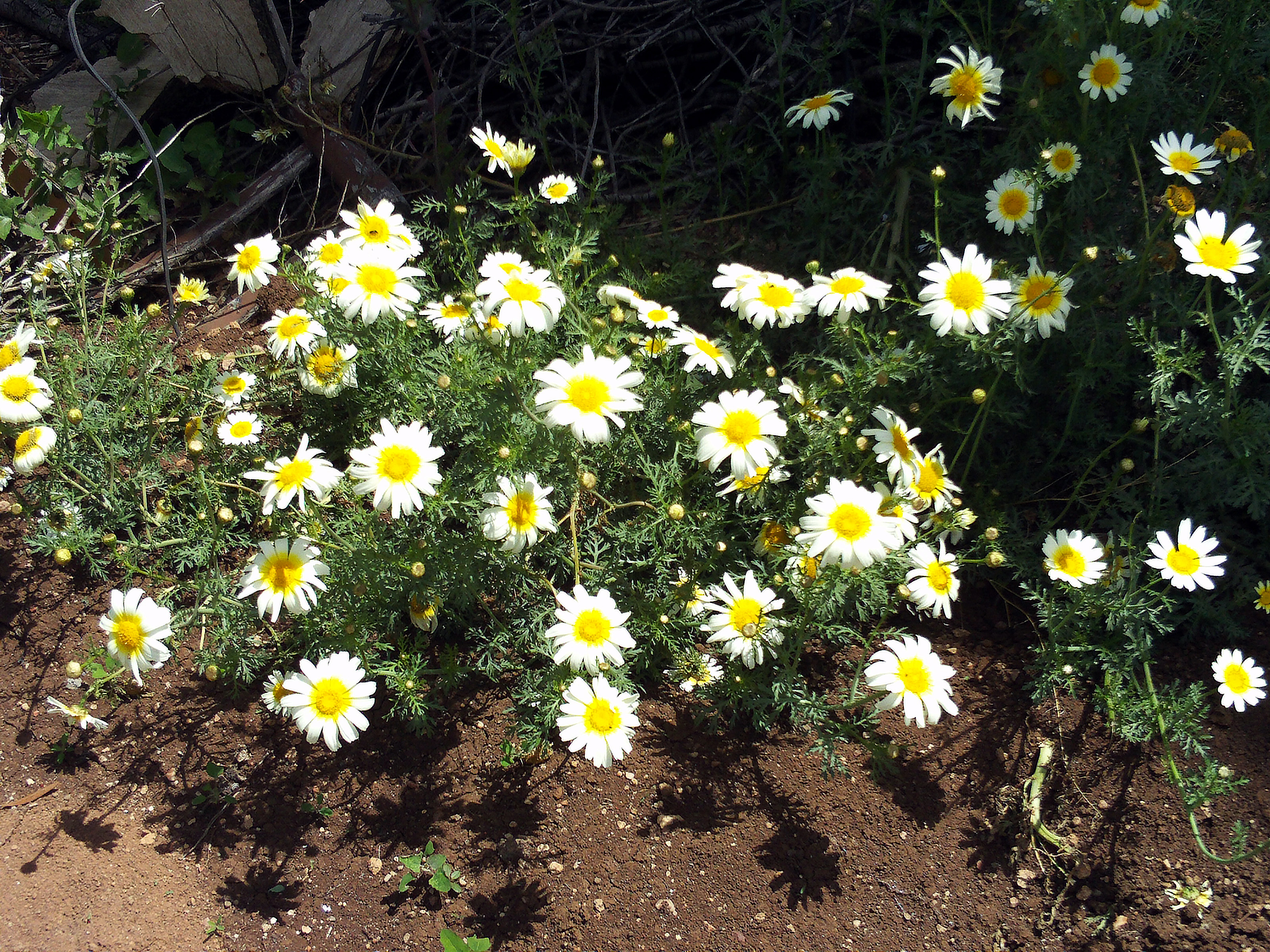
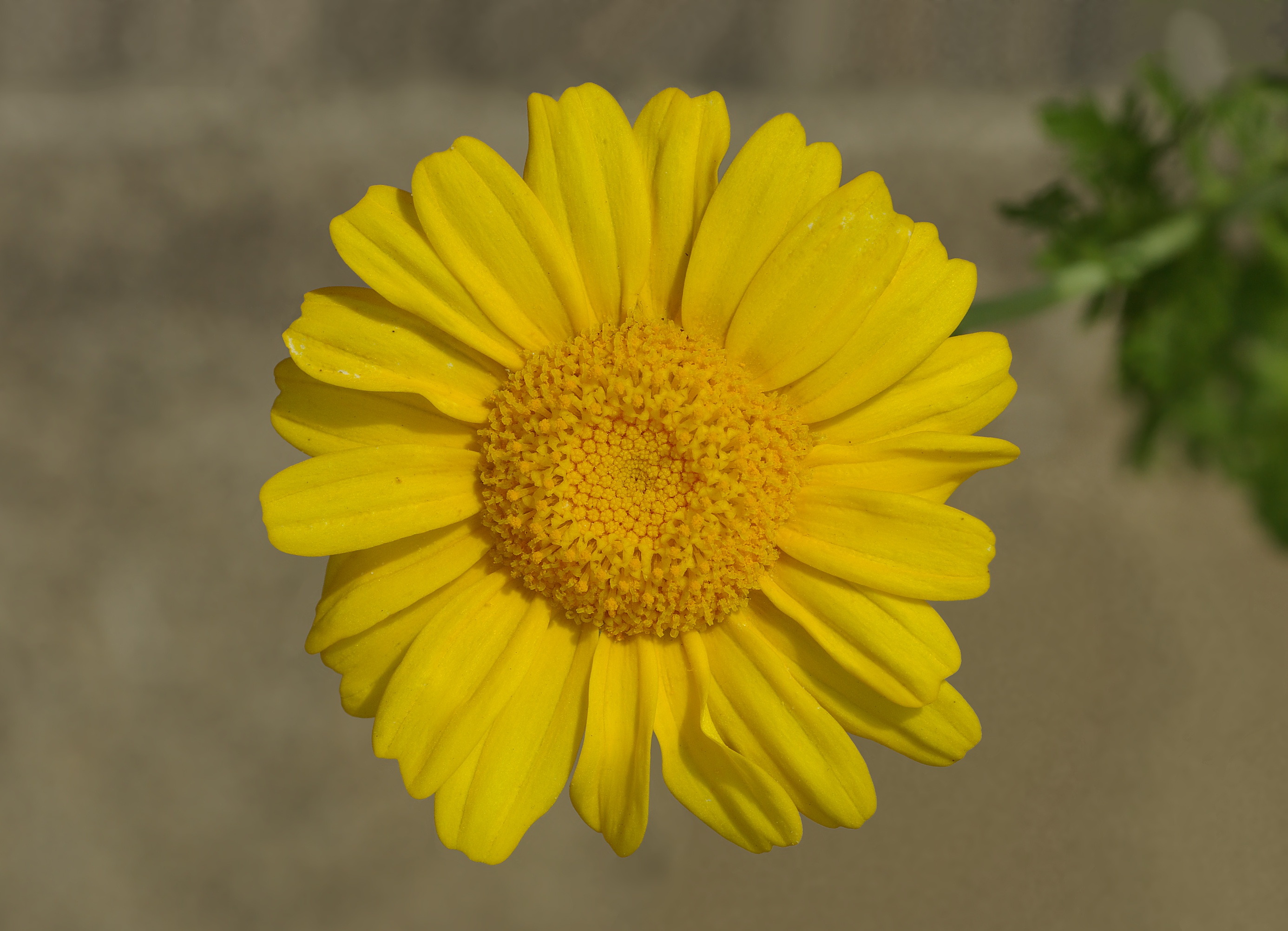
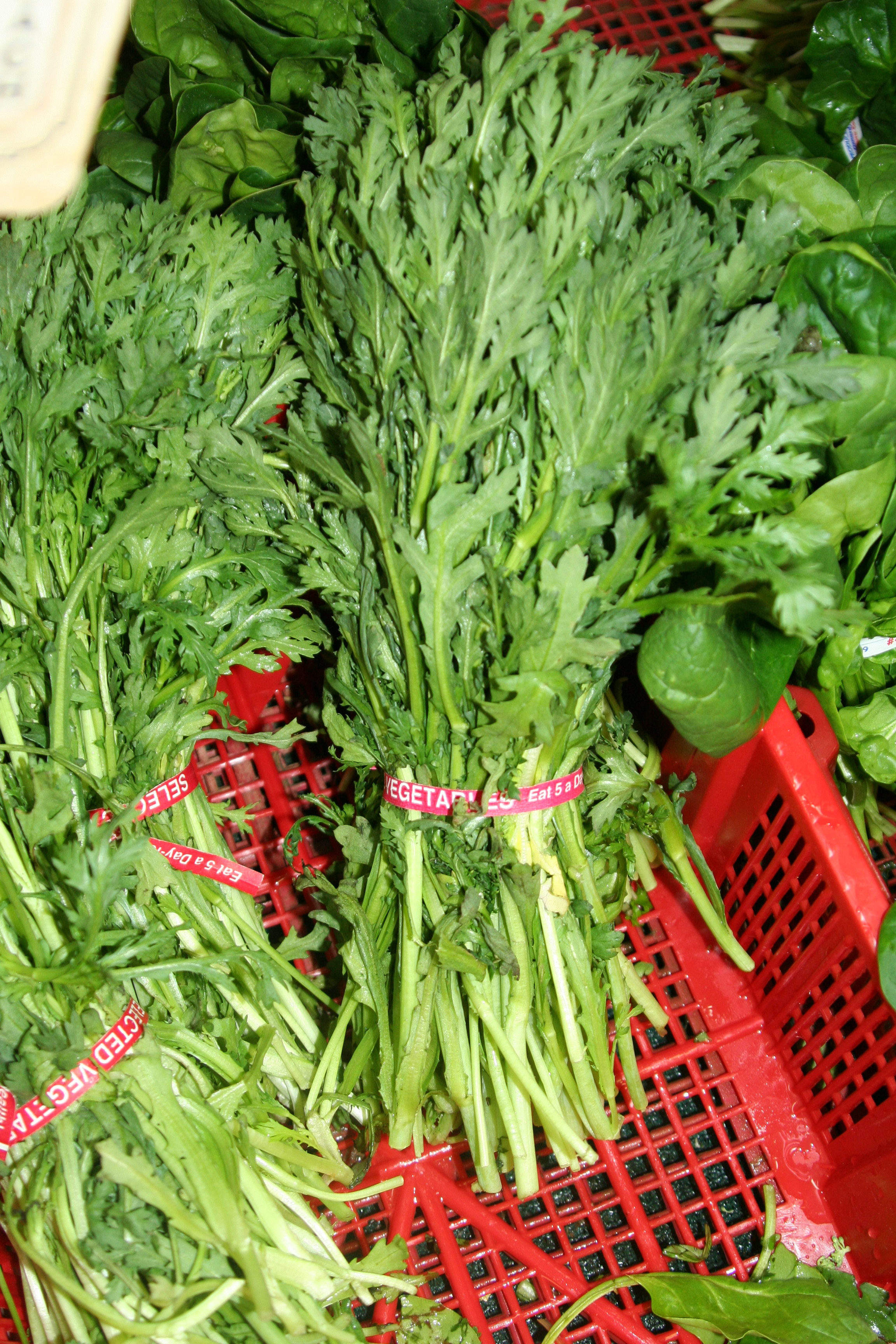